# Luisa Pruská (1770–1836)
Luisa Pruská (Bedřiška Dorota Luisa Filipína Pruská, 24. května 1770 Berlín – 7. prosince 1836 Berlín) byla členka rodu Hohenzollernů, neteř Fridricha II. Velikého. Narodila se jako druhá dcera a třetí dítě prince Augusta Ferdinanda Pruského a jeho manželky Anny Alžběty Luisy Braniborsko-Schwedtské. Provdala se za polského šlechtice Antona Radziwiłła.
Luisa a její manžel byli známí jako příznivci hudby a v Berlíně se jednalo o vážené osobnosti na vysokých pozicích. Známá je především jejich dcera Alžběta, do které byl velice zamilovaný budoucí pruský císař Vilém I. a jejichž sňatek nebyl možný kvůli nerovnému postavení.

## Život

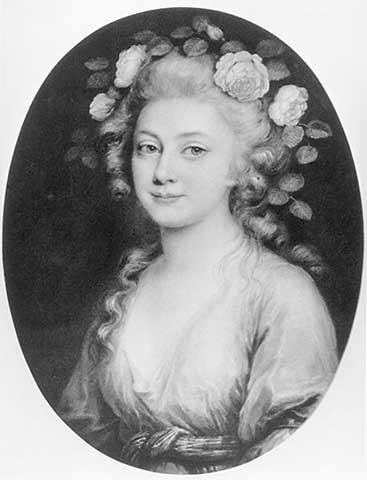
Mladá princezna Luisa

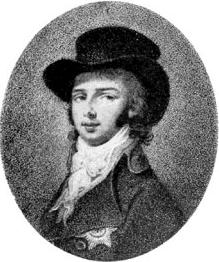
Luisiin manžel Anton v roce 1800

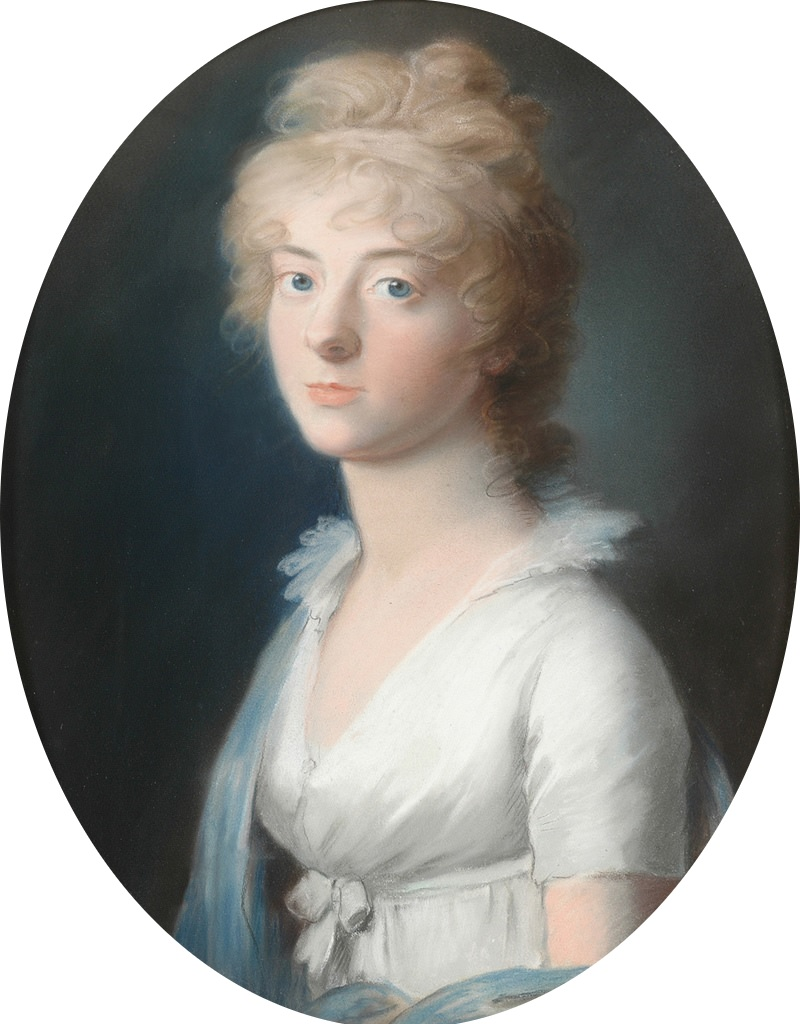
Luisa v mládí

### Mládí
Princezna Luisa se narodila 24. května 1770 v Ordenspalais v Berlíně do rodiny pruského prince Augusta Ferdinanda a Alžběty Luisy. I přesto se však spekuluje spíše o tom, že jejím biologickým otcem byl ve skutečnosti hrabě a milenec její matky Friedrich Wilhelm Carl von Schmettau. Luise se ale věnoval právě její oficiální otec August Ferdinand, naopak matka Alžběta Luisa o ni jevila pramalý zájem. Luisa měla šest sourozenců a narodila se jako třetí dítě a druhá dcera. Společně se sourozenci žili v Friedrichsfelde v Berlíně.
Když byla starší, byla jí přiřazena vychovatelka, luteránka von Bielfeldová. Von Bielfeldová sama měla o tři roky starší dceru Lisette, která dělala Luise společnici. I přesto, že měla Luisa vlastní vychovatelku, nikdy nebyla příliš vzdělaná a její vzdělání bylo jen povrchní. Nakonec získala i novou vychovatelku von Kellerovou, ke které si vytvořila silný vztah. Ani von Kellerová ale v dívce příliš nerozvíjela vzdělání.

### Námluvy
Jako neteř Fridricha Velikého se jí nabízelo mnoho nápadníků. Jedním z nich byl i Maxmilián I. Josef Bavorský, dědic Karla Teodora Falckého. V roce 1785 byl vyslán sluha, který měl Maxmiliánovi představit Luisu, avšak samotnému Maxmiliánovi se dívka zdála příliš mladá na to, aby se ještě ten rok vdávala. Maxmilián si nakonec vzal lankraběnku Augustu Vilemínu Marii Hesensko-Darmstadtskou.
Dalším možným kandidátem byl princ Fridrich Hannoverský, hrabě z Yorku a Albany, syn Jiřího III. Ten v roce 1786 přicestoval do Berlína a účastnil se vojenských manévrů. Nicméně místo o Luisu se zajímal spíše o její sestřenici Vilemínu, kterou si nakonec ale nevzal. Místo Vilemíny si tedy Fridrich vzal jinou dívku z rodu Hohenzollerů; Bedřišku Šarlotu.

### Manželství
V dubnu 1795 přicestovali do Berlína Michal Hieronim Radziwiłł a s dcerou Kristýnou a synem Antonem. Radziwiłłové byli bohatý polský katolický rod, jeden z nejstarších a nejznámějších. Byli to velcí oblíbenci Luisiny matky a často byli do jejího domu zváni. Po čase se do sebe Anton a Luisa zamilovali a zatímco mnoho členů obou rodů bylo pro sňatek, Luisina matka Alžběta Luisa tento sňatek rázně zamítla. Nakonec se ale dohodli a sňatek Antona a Luisy byl sjednán, ale pouze v případě, že budou žít v blízkosti Luisiných rodičů, nejlépe v Berlíně. Souhlas ke sňatku dal nakonec i Fridrich Vilém II. Pruský a dle všeho byl potěšený, že se plánovali usadit v Berlíně. Pak se ale Fridrich Vilém několik dní zdržel korespondence a nakonec obrátil se slovy, že princ Anton není dostatečně suverénní partie. Rodina Luisy byla zaskočena jeho změnou názorů, ale přesto se svatba konala. Dne 17. března 1796 si Luisa vzala Antona. Přestože Radziwiłłové byli bohatý rod, bylo manželství považováno za nerovné.
Pár měl sedm dětí:
- Vilém Pavel Radziwiłł (19. března 1797 – 5. září 1870), pruský generál,
⚭ 1825 Helena Radziwiłł (10. července 1805 – 26. prosince 1827)
⚭ 1832 Matylda Clary-Aldringenová (13. ledna 1806 – 4. listopadu 1896)
- Ferdinand Fridrich Radziwiłł (13. srpna 1798 – 9. září 1827)
- Eliza Radziwiłłovna (28. října 1803 – 27. srpna 1834), svobodná a bezdětná
- Boguslav Fridrich Radziwiłł (3. ledna 1809 – 2. ledna 1873), pruský vojenský důstojník, ⚭ 1832 Leontýna Gabriela Clary-Aldringenová (26. září 1811 – 10. ledna 1890)
- Vladislav Radziwiłł (1811–1831)
- Vanda Augusta Vilemína Radziwiłłovna (29. ledna 1813 – 16. září 1845), ⚭ 1832 Adam Konstanty Czartoryski (24. června 1804 – 19. prosince 1880)

### Pozdější život
Rostoucí rodina se usadila v paláci Radziwill v Berlíně. Luisa byla ve svém manželství velmi šťastná a pověstné byly i večírky a oslavy, které s manželem pořádali. Luisa, stejně jako mnoho jiných vznešených dam tehdejší doby, navštěvovala nemocnice a ošetřovala raněné vojáky během napoleonských válek. V roce 1815 byl Luisin manžel Anton jmenován hrabě-guvernérem poznaňského velkovévodství, kam se přestěhoval i se svojí rodinou. Krátce před vypuknutím listopadového povstání byl Anton zbaven všech pravomocí a velkovévodství bylo zrušeno. Tak se celá rodina opět vrátila do Berlína, kde Anton 7. dubna 1833 zemřel. Byl pohřben v katedrále v Poznani. Luisa to těžce nesla a s rodinou už se nikdy do Poznaně nevrátila. Zemřela tři roky po Antnovi; 7. prosince 1836 v Berlíně.

## Vývod z předků
|                |                                           |  |                               |                                                              |  |  |  |  |  |  |  | Fridrich Vilém I. Braniborský |
|                |                                           |  |                               |                                                              |  |  |  |  |  |  |  |                               |
|                | Fridrich I. Pruský                        |  |                               |                                                              |  |  |  |  |  |  |  |                               |
|                |                                           |  |                               |                                                              |  |  |  |  |  |  |  |                               |
|                |                                           |  |                               | Luisa Henrietta Oranžská                                     |  |  |  |  |  |  |  |                               |
|                |                                           |  |                               |                                                              |  |  |  |  |  |  |  |                               |
|                | Fridrich Vilém I.                         |  |                               |                                                              |  |  |  |  |  |  |  |                               |
|                |                                           |  |                               |                                                              |  |  |  |  |  |  |  |                               |
|                |                                           |  |                               | Arnošt August Brunšvicko-Lüneburský                          |  |  |  |  |  |  |  |                               |
|                |                                           |  |                               |                                                              |  |  |  |  |  |  |  |                               |
|                | Žofie Šarlota Hannoverská                 |  |                               |                                                              |  |  |  |  |  |  |  |                               |
|                |                                           |  |                               |                                                              |  |  |  |  |  |  |  |                               |
|                |                                           |  |                               | Žofie Hannoverská                                            |  |  |  |  |  |  |  |                               |
|                |                                           |  |                               |                                                              |  |  |  |  |  |  |  |                               |
|                | August Ferdinand Pruský                   |  |                               |                                                              |  |  |  |  |  |  |  |                               |
|                |                                           |  |                               |                                                              |  |  |  |  |  |  |  |                               |
|                |                                           |  |                               | Arnošt August Brunšvicko-Lüneburský                          |  |  |  |  |  |  |  |                               |
|                |                                           |  |                               |                                                              |  |  |  |  |  |  |  |                               |
|                | Jiří I.                                   |  |                               |                                                              |  |  |  |  |  |  |  |                               |
|                |                                           |  |                               |                                                              |  |  |  |  |  |  |  |                               |
|                |                                           |  |                               | Žofie Hannoverská                                            |  |  |  |  |  |  |  |                               |
|                |                                           |  |                               |                                                              |  |  |  |  |  |  |  |                               |
|                | Žofie Dorotea Hannoverská                 |  |                               |                                                              |  |  |  |  |  |  |  |                               |
|                |                                           |  |                               |                                                              |  |  |  |  |  |  |  |                               |
|                |                                           |  |                               | Jiří Vilém Brunšvicko-Lüneburský                             |  |  |  |  |  |  |  |                               |
|                |                                           |  |                               |                                                              |  |  |  |  |  |  |  |                               |
|                | Žofie Dorotea z Celle                     |  |                               |                                                              |  |  |  |  |  |  |  |                               |
|                |                                           |  |                               |                                                              |  |  |  |  |  |  |  |                               |
|                |                                           |  |                               | Éléonore Desmier d'Olbreuse                                  |  |  |  |  |  |  |  |                               |
|                |                                           |  |                               |                                                              |  |  |  |  |  |  |  |                               |
| 'Luisa Pruská' |                                           |  |                               |                                                              |  |  |  |  |  |  |  |                               |
|                |                                           |  |                               |                                                              |  |  |  |  |  |  |  |                               |
|                |                                           |  | Fridrich Vilém I. Braniborský |                                                              |  |  |  |  |  |  |  |                               |
|                |                                           |  |                               |                                                              |  |  |  |  |  |  |  |                               |
|                | Filip Vilém Braniborsko-Schwedtský        |  |                               |                                                              |  |  |  |  |  |  |  |                               |
|                |                                           |  |                               |                                                              |  |  |  |  |  |  |  |                               |
|                |                                           |  |                               | Žofie Dorotea Šlesvicko-Holštýnsko-Sonderbursko-Glücksburská |  |  |  |  |  |  |  |                               |
|                |                                           |  |                               |                                                              |  |  |  |  |  |  |  |                               |
|                | Fridrich Vilém Braniborsko-Schwedtský     |  |                               |                                                              |  |  |  |  |  |  |  |                               |
|                |                                           |  |                               |                                                              |  |  |  |  |  |  |  |                               |
|                |                                           |  |                               | Jan Jiří II. Anhaltsko-Desavský                              |  |  |  |  |  |  |  |                               |
|                |                                           |  |                               |                                                              |  |  |  |  |  |  |  |                               |
|                | Jana Šarlota Anhaltsko-Desavská           |  |                               |                                                              |  |  |  |  |  |  |  |                               |
|                |                                           |  |                               |                                                              |  |  |  |  |  |  |  |                               |
|                |                                           |  |                               | Henrietta Kateřina Oranžská                                  |  |  |  |  |  |  |  |                               |
|                |                                           |  |                               |                                                              |  |  |  |  |  |  |  |                               |
|                | Anna Alžběta Luisa Braniborsko-Schwedtská |  |                               |                                                              |  |  |  |  |  |  |  |                               |
|                |                                           |  |                               |                                                              |  |  |  |  |  |  |  |                               |
|                |                                           |  |                               | Fridrich I. Pruský                                           |  |  |  |  |  |  |  |                               |
|                |                                           |  |                               |                                                              |  |  |  |  |  |  |  |                               |
|                | Fridrich Vilém I.                         |  |                               |                                                              |  |  |  |  |  |  |  |                               |
|                |                                           |  |                               |                                                              |  |  |  |  |  |  |  |                               |
|                |                                           |  |                               | Žofie Šarlota Hannoverská                                    |  |  |  |  |  |  |  |                               |
|                |                                           |  |                               |                                                              |  |  |  |  |  |  |  |                               |
|                | Žofie Dorota Pruská                       |  |                               |                                                              |  |  |  |  |  |  |  |                               |
|                |                                           |  |                               |                                                              |  |  |  |  |  |  |  |                               |
|                |                                           |  |                               | Jiří I.                                                      |  |  |  |  |  |  |  |                               |
|                |                                           |  |                               |                                                              |  |  |  |  |  |  |  |                               |
|                | Žofie Dorotea Hannoverská                 |  |                               |                                                              |  |  |  |  |  |  |  |                               |
|                |                                           |  |                               |                                                              |  |  |  |  |  |  |  |                               |
|                |                                           |  |                               | Žofie Dorotea z Celle                                        |  |  |  |  |  |  |  |                               |
|                |                                           |  |                               |                                                              |  |  |  |  |  |  |  |                               |